# Lagarotis semicaligata
Lagarotis semicaligata är en stekelart som först beskrevs av Johann Ludwig Christian Gravenhorst 1820.  Lagarotis semicaligata ingår i släktet Lagarotis och familjen brokparasitsteklar. Arten är reproducerande i Sverige. Utöver nominatformen finns också underarten L. s. nigriventris.